# ドロテー・ヴィアリング

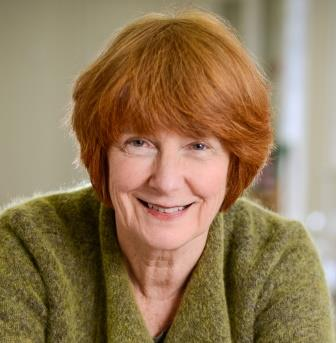
ドロテー・ヴィアリング（2014年）

ドロテー・ウィーリング（Dorothee Wierling、1950年3月10日 - ）は、ドイツの歴史学者。

## 経歴
ドロテー・ウィーリングは、1968年からルール教育大学で学び、教育者、中等学校の教師として働いていた。その後、ルール大学で歴史と英語を学び、1986年にエッセン大学で『家庭内労働者の日常生活と経験の歴史』に関する論文により博士号を取得。2000年にポツダム大学で、学位論文『1949年の1年間に東ドイツで生まれたことをコホートとする人々の集団伝記の試み』を発表。査読者はChristoph Kleßmann、Konrad Jarausch、およびDetlef Pollackの3名であった。
1990年のドイツ再統一後、ライプツィヒにエッセン人文科学高等研究所の分室を設立する仕事を任された。その後、ドイツ学術交流会（DAAD）プログラムでシアトルのワシントン大学に留学し、テルアビブ大学、ポツダムの現代史研究センター、ミシガン大学アナーバー校でフェローを務める。2003年から2015年まで、ハンブルク現代史研究センター（FZH）副所長、ハンブルク大学教授を務め、 2019-20年度にはミュンヘンの歴史大学の名誉フェローを務めた。
19世紀後半から20世紀にかけての社会史、精神史の研究に取り組んでいる。その際、オーラル・ヒストリーの問題点を扱った。2013年には、第一次世界大戦中の詩人オットー・ブラウンとその両親リリー ブラウン、ハインリッヒ・ブラウン、ジュリー・フォーゲルシュタインに関する研究成果を発表している。
雑誌『Historische Anthropologie』の科学諮問委員会メンバーであり、雑誌『History & Memory』と『WerkstattGeschichte』の編集委員も務めている。ハーゲンのフェルン大学の歴史・伝記研究所の理事を務める。

## 著書・論文
- Rohkaffee handeln 共著『コーヒー生豆の取引、20世紀のハンブルク・コーヒー輸入業者』 Dölling und Galitz Verlag、2018年、ISBN 978-3-86218-103-2
- 『戦争する家族 1914-1918年、生きること、死ぬこと、そして書くこと』 Wallstein-Verlag、2013年、ISBN 978-3-8353-1301-9
- 『家探し、ロシアから来たドイツ人のライフストーリー』edition Körber-Stiftung、2004年。ISBN 3-89684-043-6。
- 『1949年の1年間に東ドイツで生まれたことをコホートとする人々の集団伝記の試み』 Ch. Links、2002年
- Lutz Niethammer、Alexander von Plato 共著 『国民自身の体験談、ドイツ民主共和国の工業地帯における生活の考古学、経歴公募30名』 Rowohlt、1991年
- 『家庭内労働者の日常生活と経験の歴史』 Verlag J.H.W. Dietz、1987年、ISBN 3-8012-0119-8